# 富谷 (桜川市)
富谷（とみや）は、茨城県桜川市の地名。益子街道（益子方面・岩瀬方面）、笠間街道、富谷観音参道が集まり、コの字型の集落を形成している。1889年の町村制施行まで戸長役場が設置されていた。

## 地理

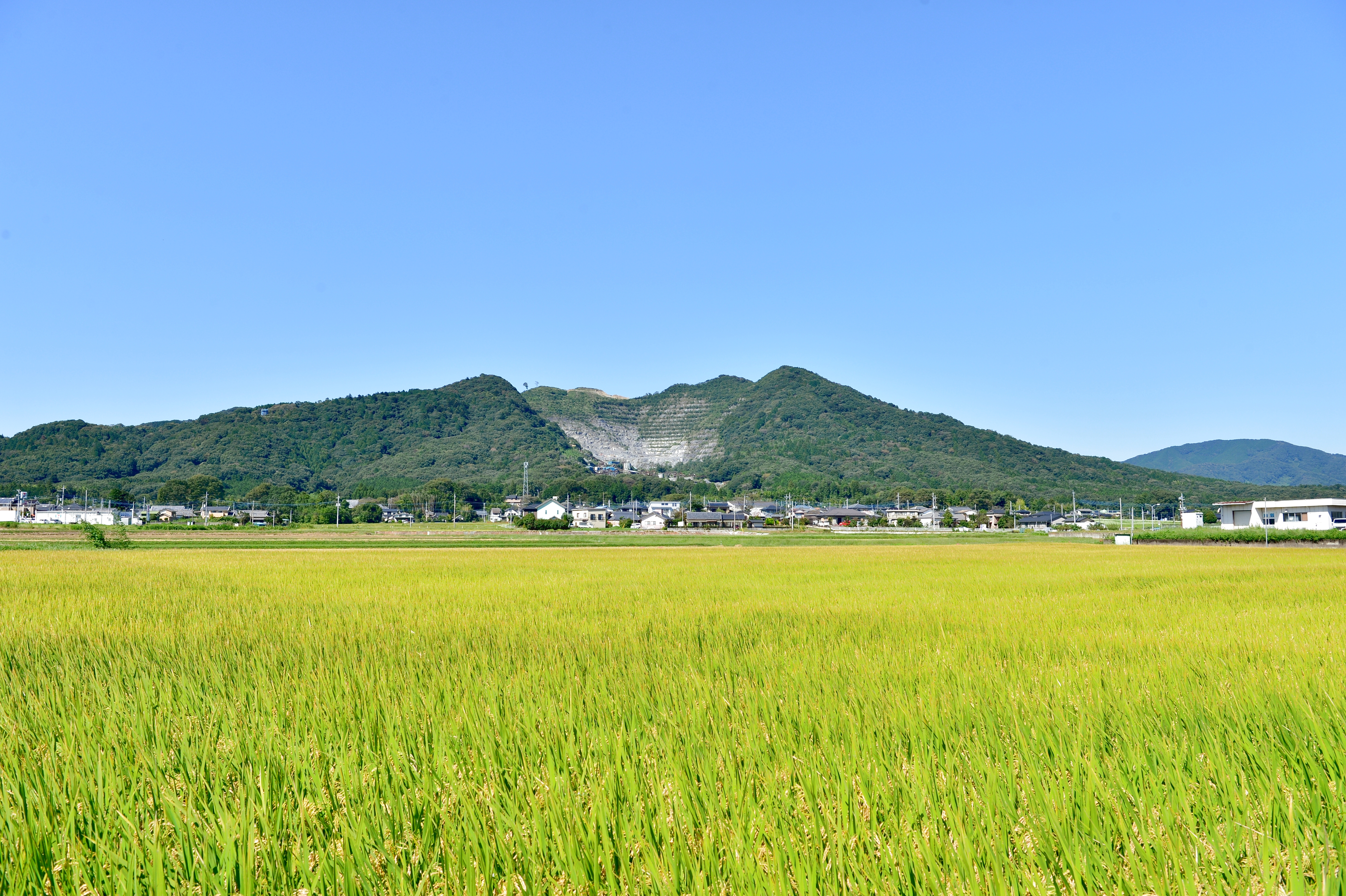
南麓から望む富谷山

桜川市の北部、富谷山の麓に位置している。

## 歴史
- 天平7年（735年）- 富谷観音（小山寺）が開山
- 戦国期︰このあたりは冨屋郷と呼ばれ、結城氏の支配下となる。
- 文禄3年︰西那珂郡に属する
- 元禄15年︰茨城郡に属する
- 明治7年（1874年）︰富谷小学校が開校する
- 明治22年（1889年）4月1日︰町村制の施行により周辺13箇村と合併して北那珂村となる。
- 昭和30年（1955年）︰北那珂村、岩瀬町、東那珂村が合併し岩瀬町となる。三那珂合併と呼ばれる。
- 昭和60年（1985年）︰富谷分校が廃止
- 平成17年（2005年）︰新設合併で桜川市となり、現在に至る。

## 祭事
- ぼうじぼっくり

## 世帯数と人口
2021年（令和3年）4月1日現在の世帯数と人口は以下の通り。
| 大字・丁目 | 世帯数  | 人口  |
| ---------- | ------- | ----- |
| 富谷       | 286世帯 | 711人 |
| 計         | 286世帯 | 711人 |

## 小・中学校の学区
市立小・中学校に通う場合、全域が桜川市立岩瀬小学校、桜川市立岩瀬西中学校の学区となる。
分校が廃止となったため、岩瀬小学校本校舎へ低学年向けスクールバスが運行されている。

## 交通

### バス
- 巡回ワゴン「ヤマザクラGOミニ」（西茨城観光バス受託路線）
  - ④南飯田・門毛ルート
    - 富谷東バス停

  - ⑤富谷・大泉ルート
    - 富谷中央､富谷西バス停

### 道路
- 茨城県道・栃木県道41号つくば益子線
- 茨城県道289号富谷稲田線
- ふるさと林道久原富谷線
- 林道富谷入野線
- 都市計画道路
  - 岩瀬駅前富谷線（通称：町長道路）
  - 西区富谷線

## 施設・名所

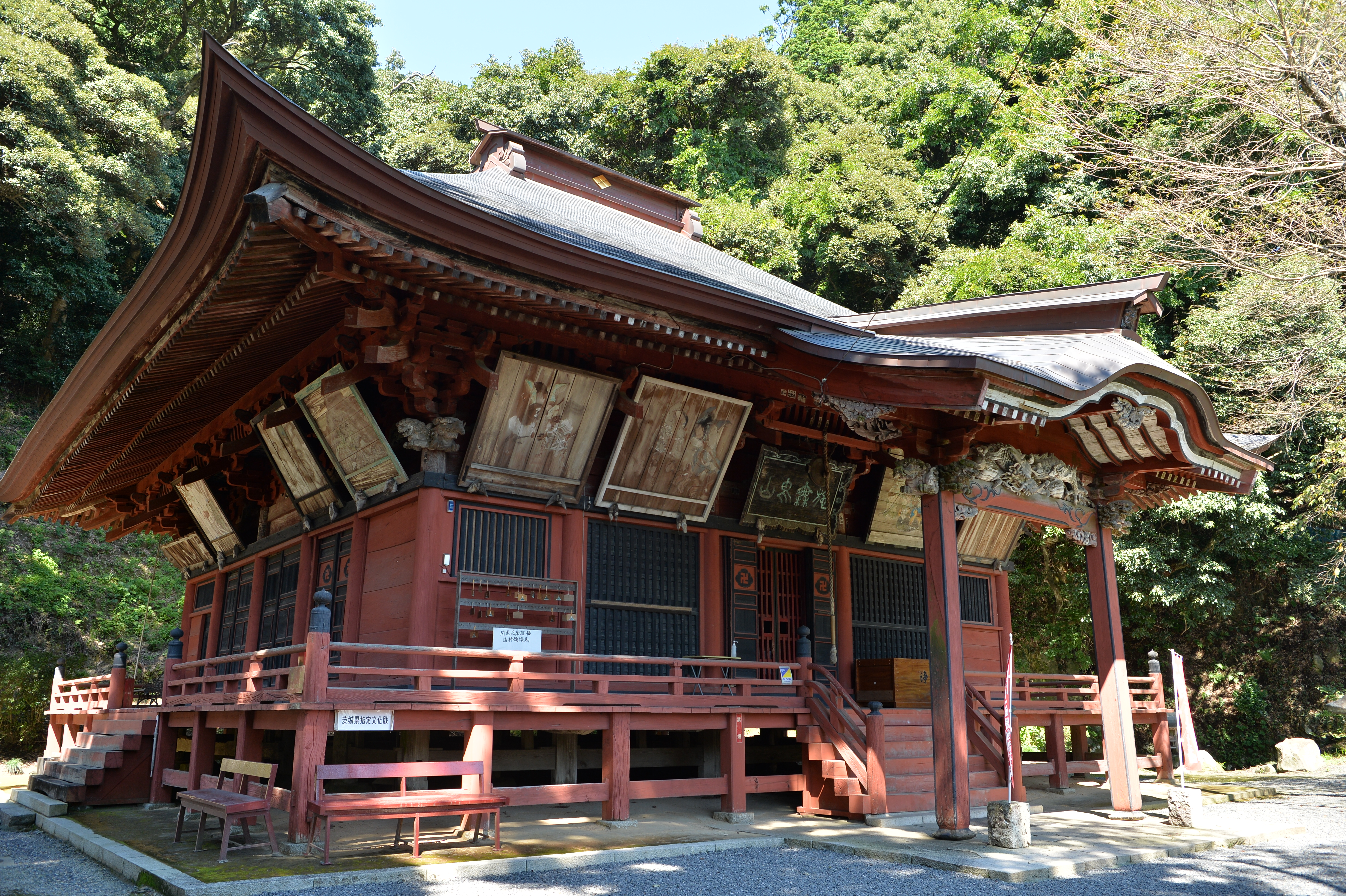
小山寺（富谷観音）の本堂

### 商業施設
- セブンイレブン岩瀬富谷店

### 教育機関
- 岩瀬小学校富谷分校（廃校）

### 保育機関
- 星の宮幼保園

### 神社・寺院
- 富谷観音（小山寺）
- 富谷山大雲寺
- 高尾神社

### その他
- 富谷集落生活改善センター
- 富谷山
- 富谷山ふれあい公園
- 富谷牛乳
- 茨城百景 富谷観音碑

## 河川
- 桜川